# Victor Considerant
Victor Prosper Considerant (sans accent aigu), né le 12 octobre 1808 à Salins-les-Bains (Jura) et mort le 27 décembre 1893 à Paris 7e, est un philosophe et économiste polytechnicien français, internationaliste et franc-maçon adepte du fouriérisme.

## Biographie

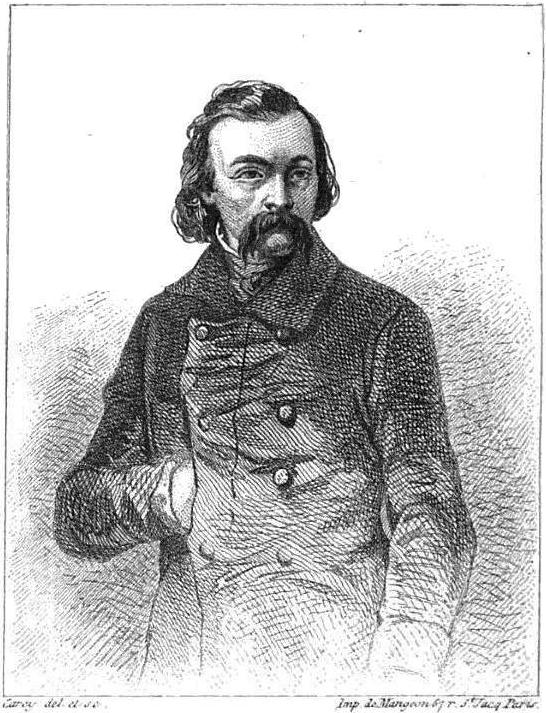
Gravure de Considerant par Carey.

### Jeunesse et études
Le père de Victor Prosper Considerant, Jean-Baptiste, est professeur de rhétorique au collège de Salins. Victor est le cousin de l'avocat et historien belge Nestor Considérant, journaliste au quotidien L'Indépendance belge où il a couvert la politique intérieure belge.
Victor est l'élève de son père au collège de Salins. Bachelier à 16 ans,  il part préparer le concours d'entrée à l'École polytechnique au lycée de Besançon en 1824. Il y est initié au fouriérisme par sa correspondante Clarisse Vigoureux, qui y avait été elle-même initiée par Just Muiron. 
Il entre à Polytechnique en 1826, il fait à Paris la connaissance de Fourier. Ensuite, pour parfaire sa formation militaire, il est élève de l’École d'application de l'artillerie et du génie de Metz de 1828 à 1832.

### Parcours professionnel
À Metz, Victor Considerant propage les idées du maître parmi ses camarades officiers après avoir publié un article sur Fourier dans le Mercure de France en 1830, et, dans la Revue des Deux Mondes en octobre 1831, une nouvelle, Un pressentiment, inspirée par la mort de la fille de Clarisse Vigoureux (1789-1865), née Clarisse Gauthier (et sœur de Joseph, beau-père de François Coignet), Claire (1809-1828), son amour de jeunesse. Il participe en 1832 à la fondation du journal Le Phalanstère qu'il dirige avec Jules Lechevalier et à la tentative de colonie sociétaire de Vesgre. Il quitte l'armée en 1833 et collabore à des journaux, notamment La Réforme industrielle, nouveau nom du Phalanstère et dont la parution cesse en 1834. La même année, il publie Destinée sociale et, en 1836, fonde un nouveau journal, La Phalange, puis la Librairie phalanstérienne. En 1837, il succède à Fourier à la direction de l’École sociétaire et, en 1838, il épouse Julie (1812-1880), seconde fille de Clarisse Vigoureux, fouriériste convaincue comme sa mère, et dont la dot permettra à son mari d'entrer en politique et de financer ses campagnes électorales ; Julie et Victor n'ont pas eu d'enfants.
Battu aux élections législatives en 1839 à Montbéliard et à Colmar, il est élu, en 1843, conseiller général de la Seine, et, la même année il fonde La Démocratie pacifique, d'inspiration monarchique qui va connaître un grand succès.
En 1846, il est l'inventeur en droit constitutionnel de la représentation proportionnelle.
Au moment de la restauration de la république en 1848, il est élu député de Montargis. Il siège à l'extrême-gauche et précise la notion de droit au travail qui devient une des idées fortes des socialistes français de 1848. En juin 1848, il est le seul député à proposer le droit de vote pour les femmes.
Il est élu député de Paris en 1849.
Il participe à la journée du 13 juin 1849 contre Louis-Napoléon Bonaparte qui, à ses yeux, avait violé la Constitution en soutenant le pape en lutte avec la République romaine. Décrété d'arrestation, il part en exil en Belgique, puis aux États-Unis, où à l'instigation d’Albert Brisbane, il crée au Texas le phalanstère de La Réunion avec l'appui financier de Jean-Baptiste André Godin. L'expérience est un échec, notamment à la suite de l'insurrection qui conduit à la guerre de Sécession, et il se retire à San Antonio où sa belle-mère Clarisse Vigoureux meurt en 1865.
Revenu en France en 1869 à la faveur d'une amnistie, il adhère à la Première Internationale et soutient la Commune de Paris en 1871.

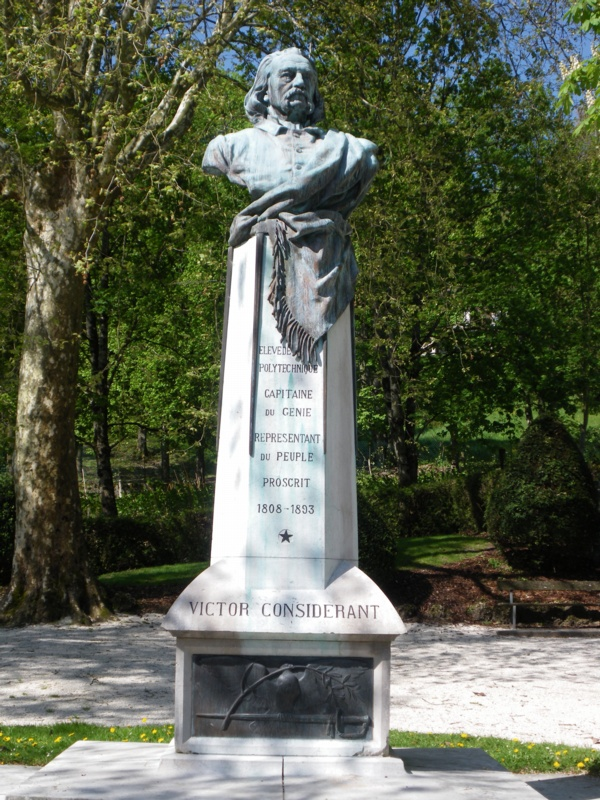
Buste de Victor Considerant à Salins-les-Bains, par Marguerite Syamour.

Il finit sa vie au Quartier latin, refusant obstinément de reprendre toute activité politique. Ses obsèques réunissent de nombreux socialistes, en particulier Jean Jaurès. Il est inhumé au columbarium du Père-Lachaise.

## Hommages
En 1902, son buste, par Marguerite Syamour, est inauguré dans sa ville natale. 
L’année 2008 a été choisie par le ministère français de la Culture comme étant « l’année Victor Considerant », afin de célébrer le bicentenaire de sa naissance. De nombreuses animations ont notamment été présentées dans sa ville natale.
Une rue porte son nom, associé à celui de sa femme Julie à partir de 2022, à Besançon.

## Critiques et controverses

### Au sujet de Victor Considerant
La doctrine de Victor Considerant a été critiquée par l'un de ses contemporains, l'économiste libéral Frédéric Bastiat, dans une brochure intitulée Propriété et spoliation où il s'attaque en particulier à ce qu'il juge être son erreur, le concept de rente foncière sur laquelle Considerant s'appuie pour justifier le droit au travail. Erreur que, selon Bastiat, l'on trouve chez de nombreux économistes (John Ramsay McCulloch, David Ricardo, George Poulett Scrope, Nassau William Senior...) et qui était réfutée également par Henry Charles Carey. Bastiat prend également Victor Considerant à partie dans son pamphlet intitulé La Loi.

### Au sujet duManifeste du parti communiste
Dans son livre Le Complot de la réserve fédérale, le professeur d'université américain Antony Cyril Sutton accuse le philosophe Karl Marx d'avoir, pour la rédaction de son manifeste, fortement plagié l'ouvrage de Victor Considerant, Principe du socialisme ; Manifeste de la démocratie au XIXe siècle, publié en 1843.
Le même accusation a d'abord été prononcée par W. Tcherkessof dans son ouvrage Pages of Socialist History en 1902. L'historien Alexandre Skirda a sorti un livre en 2019 intitulé Un plagiat "scientifique" : le copié collé de Karl Marx regroupant toutes les sources qu'a utilisé Karl Marx pour son manifeste.

## Publications (par ordre chronologique)
- « Un pressentiment », dans Revue des deux mondes, 1831, t. 4, p. 206-214.
- Destinée sociale, Paris, Libraires du Palais-Royal, Bureau de La Phalange, 1834, 2 vol., vii-558 p. et lxxxvi-351 p.
- Considérations sociales sur l'architectonique, Paris, Libraires du Palais Royal, 1834, xlix-84 p.
- « De la question politique et en particulier des abus de la politique actuelle », dans Débâcle de la politique en France, Paris, Bureau de la Phalange, 1836.
- Publication complète des « Nouvelles découvertes » de sir John Herschel dans le ciel austral et dans la lune traduit de l'anglais, Paris, Masson et Duprey, 1836, 162 p. (réédition et commentaire par V. Considerant et Raymond Brucker d’une brochure, publiée anonymement en mars 1836 qui était la traduction du Great Moon Hoax, canular publié en août et septembre 1835 dans le New York Sun par l’Américain Richard Adam Locke, selon lequel le célèbre astronome Herschel eût découvert des habitants dans la Lune).
- Déraison et dangers de l'engouement pour les chemins en fer. Avis à l’opinion et aux capitaux, Paris, La Phalange, Ducor, 1838, 93 p.
- « La Paix ou la guerre. À la France et au corps électoral », dans La Phalange, 15 février 1839, publication en brochure, Paris, Bureau de "La Phalange", 1839, 45 p.
- « De la propriété », dans La Phalange, 1er juin 1839, brochure publiée à Besançon, impr. L. de Sainte-Agathe, 1839, 16 p.
- Contre M. Arago : réclamation adressée à la Chambre des députés par les Rédacteurs du Feuilleton de la Phalange (suivi de) La Théorie du droit de propriété, Paris, Au Bureau de la Phalange, 1840, 80 p.
- Théorie générale de Fourier. Mémoire de M.*** lu dans la 5e section du Congrès, le 5 septembre 1841, par M. Victor Considerant, pour répondre à cette question du programme : « exposer et discuter la valeur des principes de l’École sociétaire fondée par Fourier», Lyon, Nourtier, 1841, 16 p.
- Bases de la politique positive. Manifeste de l’École sociétaire fondée par Fourier, Paris, Bureaux de la Phalange, 1842, 218 p.
- Manifeste de la démocratie au XIXe siècle, 1843. Réédité en 1973 dans Les Cahiers du futur, no 1, Champ libre.
- De la politique nouvelle convenant aux intérêts actuels de la société et de ses conditions de développement par la publicité, Paris, Bureaux de "La Phalange", 1843, 2e éd., 36 p.
- Petit cours de politique et d'économie sociale à l'usage des ignorants et des savants, Paris, La Librairie sociétaire, 1844, 2e éd., 52 p.
- Théorie de l’éducation naturelle et attrayante, dédiée aux mères, Paris, Librairie de l’École sociétaire, 1844, xvi, 194 p.
- Exposition abrégée du système phalanstérien de Fourier suivie de Études sur quelques problèmes fondamentaux de la Destinée sociale, Paris, À la librairie sociétaire, 1846, 3e éd., 114-12 p.
- Principes du socialisme. Manifeste de la démocratie au XIXe siècle... ; suivi du Procès de la démocratie pacifique, Paris, Librairie phalanstérienne, 1847, IV-157 p.
- Le Socialisme devant le vieux monde ou le vivant devant les morts, Paris, Librairie phalanstérienne, 1848, VII-264 p.
- Théorie du droit de propriété et du droit au travail, Paris, Librairie phalanstérienne, 1848.
- Journée du 13 juin 1849 : simples explications à mes amis et à mes commettants, Paris : M. Lévy et frères, 1849, 69 p.
- Du sens vrai de la doctrine de la rédemption, Paris, Librairie phalanstérienne, 1849, viii-89 p.
- La Solution ou le Gouvernement direct du peuple, Paris, Librairie phalanstérienne, 1850, 63 p.
- Les Quatre Crédits ou 60 milliards à 1 ½ p. 100. Crédit de l’immeuble, crédit du meuble engagé, crédit du meuble libre ou du produit, crédit du travail, Paris, Librairie phalanstérienne, 1851, 167 p.
- Ma justification, Bruxelles, Rozez, 1854, 47
- Au Texas, Bruxelles : au siège de la société de colonisation ; Paris, Librairie Phalanstérienne, 1855, 2e éd., 326 p.
- De l’instruction gratuite et obligatoire, Bruxelles, Leipzig, A. Schnée, 1858, 56 p.
- Mexique : quatre lettres au maréchal Bazaine (sous anonymat), Bruxelles, Leipzig, Gand, C. Muquardt, 1868, 227 p. (à lire sur Gallica).
- Prédictions sur la guerre. La France imposant la paix à l’Europe, Paris, A. Le Chevalier, 1870, 4 p.
- La Paix en 24 heures dictée par Paris à Versailles. Adresse aux Parisiens, Paris, impr. Dubuisson, 1871.

## Archives
- Inventaire du fonds d'archives de Victor Considerant conservé à La Contemporaine.